# ヴァッケラス
ヴァッケラス （Vacqueyras、ヴァッケイラス、ヴァケラスとも表記）は、フランス、プロヴァンス＝アルプ＝コート・ダジュール地域圏ヴォクリューズ県北部にあるコミューン。

## ワイン
南に接するサリアンと2ヶ村で、ローヌワインのひとつで、AOCに指定されているヴァッケラスを生産している。
ヴァケラス村は、同じ小郡に属する村名AOCを名乗るジゴンダス村の南に接していて、広大なワイン生産地である、ヴァントゥーの北西の縁に接している。